# Composto organofosforado
Não deve ser confundido com organofosfato ou organofosfito.
Um composto organofosforado ou simplesmente organofosforado é um composto orgânico degradável contendo ligações carbono–fósforo (excluindo assim ésteres fosfato e fosfitos, que não possuem este tipo de ligação). São utilizados principalmente no controle de pragas como uma alternativa para hidrocarbonetos clorados, que persistem no meio ambiente. A química dos organofosforados química é a ciência correspondente das propriedades e reatividade de compostos organofosforados. O fósforo compartilha com o grupo 5 na tabela periódica com o nitrogênio, e compostos de fósforo e compostos nitrogenados são algo relacionados.
Eles são amplamente utilizados em agricultura como insecticidas, herbicidas e reguladores do crescimento das plantas, na guerra química e como agentes terapêuticos.
Os pesticidas organofosforados reagem com as enzimas que possuem resíduos do aminoácido serina (enzimas de serina) no sítio ativo, entre elas a acetilcolinesterase, que decompõe a acetilcolina após a transmissão do impulso nervoso de um neurônio a outro. Ao ser decomposta, a acetilcolinesterase não pode mais decompor a acetilcolina, que se acumula nos receptores sinápticos, fazendo com que haja constantes transmissões nervosas, pois a acetilcolina está sempre ligada aos seus receptores. Em mamíferos, estes efeitos caracterizam-se principalmente por lacrimejamento, salivação, sudorese, diarreia, tremores e distúrbios cardiorrespiratórios. Estes últimos são decorrentes de broncoconstrição, aumento das secreções brônquicas e bradicardia, bem como de depressão do sistema nervoso central, sendo as principais causas de morbidade e mortalidade por tais produtos.
O organofosforato é classificado na farmacologia como um anticolinesterásico, ou seja, um colinérgico indireto, pois ele atua inibindo a ação da enzima acetilcolinesterase, enzima esta responsável por hidrolisar a Acetilcolina (Ach).
A ação do organofosforato fará com que a Ach permaneça mais tempo nas fendas sinápticas potencializando os efeitos parassimpáticos, tais como miose ocular, náuseas, vômito, diarreia, entre outros.
As principais armas químicas desse gênero são o soman, o tabun, o VX e o sarin.